# Podróż apostolska Franciszka do Indonezji, Papui-Nowej Gwinei, Timoru Wschodniego i Singapuru
Podróż apostolska papieża Franciszka do Indonezji i Papui-Nowej Gwinei, Timoru Wschodniego oraz Singapuru odbyła się w dniach 2 września–13 września 2024.
Podróż ta obejmowała cztery państwa: Indonezję którą odwiedził od 3 do 6 września, Papua-Nową Gwineę od 6 do 9 września, Timor Wschodni od 9 do 11 września i Singapur od 11 do 13 września. Papież Franciszek odwiedził miasta Dżakartę, Port Moresby i Vanimo, Dili oraz Singapur.
Franciszek był trzecim papieżem odwiedzającym Indonezję; pierwszym był Paweł VI w 1970 oraz Jan Paweł II w 1989 roku, ponadto był drugim papieżem odwiedzającym Papua-Nowa Gwinea; wcześniej ten kraj w 1984 i 1995 odwiedził Jan Paweł II; drugim po Janie Pawle II odwiedzającym Timor Wschodni (w 1989 papież Polak odwiedził jako wyspę należącą do Indonezji), ale pierwszym do niepodległego od 2002 państwa oraz drugim po 1986, kiedy to ostatni raz Singapur odwiedził również Jan Paweł II.
Była to 45. podroż apostolska i najdłuższa w pontyfikacie papieża Franciszka.

## Program pielgrzymki
- 2 września

O 1715 rzymskiego czasu samolot z papieżem wyleciał z rzymskiego lotniska Fiucimino do Dżakarty.
- 3 września

O 1130 miejscowego czasu samolot z papieżem wylądował na lotnisku w Dżakarcie. Po ceremonii powitania papież  miał dzień wolny.
- 4 września

O 930 odbyła się ceremonia powitalna przed Pałacem Prezydenckim Indonezji, po której pół godziny później papież spotkał się z prezydentem Indonezji Joko Widodo. Następnie papież spotkał się z władzami Indonezji, jej społeczeństwem i korpusem dyplomatycznym kraju. O 1130 papież spotka się w nuncjaturze apostolskiej z członkami Towarzystwa Jezusowego. O 1630 spotkał się z duchowieństwem Indonezji, a o 1730 z młodzieżą w Domu Młodzieży "Grha Pemuda".
- 5 września

O 900 papież spotkał się z przedstawicielami innych religii w meczecie Istiqlal. O 1015 spotkał się w siedzibie Episkopatu Indonezji z osobami wspieranymi przez akcje charytatywne. O 1700 papież odprawił mszę świętą na stadionie Gelora Bunkg Kharno.
- 6 września

O 915 odbyła się ceremonia pożegnalna na lotnisku w Dżakarcie, po której pół godziny później papież odleciał samolotem do Port Moresby. O 1850 lokalnego czasu samolot z papieżem wylądował na lotnisku w Port Moresby.
- 7 września

O 945 papież spotkał się z Gubernatorem Generalnym; o 1025 z władzami, mieszkańcami Papui-Nowej Gwinei i korpusem dyplomatycznym; o 1700 z dziećmi z II Szkoły Technicznej Caritasu; o 1740 z duchowieństwem Papui-Nowej Gwinei.
- 8 września

O 730 papież spotkał się z premierem Papui-Nowej Gwinei Jamesem Marape. O 845 odprawił mszę świętą na Sir John Guise Stadium. O 1300 uda się samolotem do Vanimo, gdzie spotka się z wiernymi i misjonarzami. Po spotkaniu papież powróci do Port Moresby.
- 9 września

O 945 papież spotkał się z młodzieżą na Sir John Guise Stadium. O 1110 odbyła się ceremonia pożegnalna na lotnisku, po której pół godziny później papież odleciał samolotem do Timoru Wschodniego. O 1410 lokalnego czasu papież przyleciał na lotnisko w Dili. O 1830 papież spotka się z prezydentem Timoru Wschodniego José Ramos-Hortą; o 1900 w Pałacu Prezydenckim spotkał się z władzami, mieszkańcami i korpusem dyplomatycznym Timoru Wschodniego.
- 10 września

O 845 papież spotkał się z niepełnosprawnymi dziećmi w szkole "Irmãs Alma". O 930 spotkał się z duchowieństwem Timoru Wschodniego, następnie o 1045 z członkami Towarzystwa Jezusowego w Nuncjaturze Apostolskiej. O 1630 papież odprawił mszę świętą w Spianata di Taci Tol.
- 11 września

O 905 papież spotkał się z młodzieżą w Centro de Convenções. O 1045 odbędzie się ceremonia pożegnalna, po której o 1115 papież odleciał samolotem do Singapuru. O 1415 lokalnego czasu samolot z papieżem wyląduje na lotnisku w Singapurze. O 1815 papież spotka się z członkami Towarzystwa Jezusowego.
- 12 września

O 900 papież złożył wizytę w singapurskim parlamencie; o 930 spotkał się z prezydentem Singapuru Tharmanem Shanmugaratnem; o 955 z premierem Lawrence’em Wongiem; o 1030 z władzami, korpusem dyplomatycznym i mieszkańcami Singapuru; o 1715 odprawił mszę świętą na stadionie Singapore Sports Hub.
- 13 września

O 915 papież odwiedził osoby chore i starsze w Domu Św. Teresy; o 1000 spotkał się z młodzieżą różnych wyznań w Katolickim College’u Juniorów. O 1120 odbyła się ceremonia pożegnalna na lotnisku w Singapurze, po której pół godziny później papież odleciał samolotem do Rzymu. O 1825 rzymskiego czasu samolot z papieżem wylądował na lotnisku w Rzymie.